# Ольшевкі
Ольшевкі (пол. Olszewki, нім. Olschöwken; 1938-45: Kornau) — село в Польщі, у гміні Дзьвежути Щиценського повіту Вармінсько-Мазурського воєводства.
Населення — 365 осіб (2011).
Село розташоване на відстані близько 5 км на південний схід від Дзвежут (пол. Dźwierzuty), 14 км на північ від Щитно (пол. Szczytno), 34 км на схід від районного центру Ольштина (пол. Olsztyn).

## Демографія
Демографічна структура станом на 31 березня 2011 року:
|          | Загалом | Допрацездатний вік | Працездатний вік | Постпрацездатний вік |
| -------- | ------- | ------------------ | ---------------- | -------------------- |
| Чоловіки | 183     | 47                 | 121              | 15                   |
| Жінки    | 182     | 51                 | 95               | 36                   |
| Разом    | 365     | 98                 | 216              | 51                   |